# Ікра

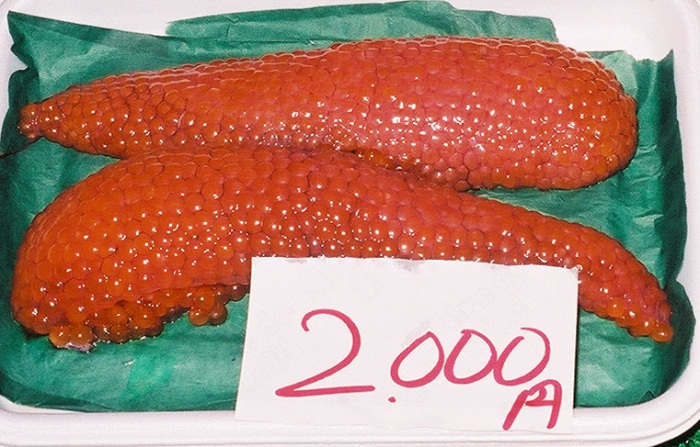
Ікра лосося на продаж, Японія

Ікра́ — цілком зрілі яйця риб, а іноді деяких інших водних тварин, як-от креветки, молюски та голкошкірі.
Розрізняють донну нелипку, що відкладається самицею на ґрунт (наприклад, в лососевих); клейку, прикріплювану до часток ґрунту (наприклад, у мойви), каменів або черепашок (в осетрових, бичків та ін.), до водних рослин (у плітки, коропа та ін.); плавучу, або пелагічну (наприклад, в камбал, тріскових або у чехоні). Форма ікринок в більшості риб кулеподібна, у деяких — еліптична (наприклад, в анчоусів). Використовується як інгредієнт у багатьох стравах. Ікра таких риб, як пінагор, хек і лосось, є гарним джерелом омега-3 поліненасичених жирних кислот.